# Kåtatjärnen (Jokkmokks socken, Lappland)
Kåtatjärnen är en sjö i Jokkmokks kommun i Lappland och ingår i Piteälvens huvudavrinningsområde.